# Як-54
Як-54 — навчально-тренувальний двомісний літак Як-54 розроблений в ОКБ ім. А. С. Яковлєва на базі пілотажного Як-55М у 1993 році. Призначений для підготовки льотчиків-спортсменів, навчання вищому пілотажу та участі в змаганнях з літакового спорту.
Як-54 поставляється на експорт до Австралії, Великої Британії, Словаччини, США.

## Модифікації літака
| Назва моделі | Короткі характеристики, відмінності.                                                                                        |
| ------------ | --- |
| Як-54        | Базовий. Перший політ 23 грудня 1993 року.                                                                                  |
| Як-54М       | Модернізований. На літаку була встановлена система катапультування СКС-94, яка забезпечує покидання літака членами екіпажу. |

## Тактико-технічні характеристики Як-54

### Технічні характеристики
- Екіпаж: 1—2 особи
- Довжина: 6,92 м
- Розмах крила: 8,16 м
- Площа крила: 12,89 м2
- Маса
  - Порожнього: 754 кг
  - Нормальна злітна: 990 кг
  - Максимальна злітна: 1087 кг
  - Палива: 90 (пілотажний) + 90 (перегінний)
- Двигуни: 1 ПД М-14Х
- Потужність: 1 × 360 к. с.

### Льотні характеристики
- Максимальна швидкість за приладами: 415 км/год
- Швидкість пілотування: 360 км/год
- Посадочна швидкість: 135 км/год
- Швидкість звалювання: 110 км/год
- Максимальна швидкість обертання навколо поздовжньої осі: 6 рад/с
- Максимальна швидкопідйомність: 15 м/с
- Практична дальність польоту: 700 км
- Практична стеля: 4000 м
- Довжина розбігу: 170 м
- Довжина пробігу: 460 м
- Призначений ресурс: 3000 годин
- Макс. допустиме позитивне перевантаження: 9 g
- Макс. допустиме негативне перевантаження: 7 g